# 中岳温泉

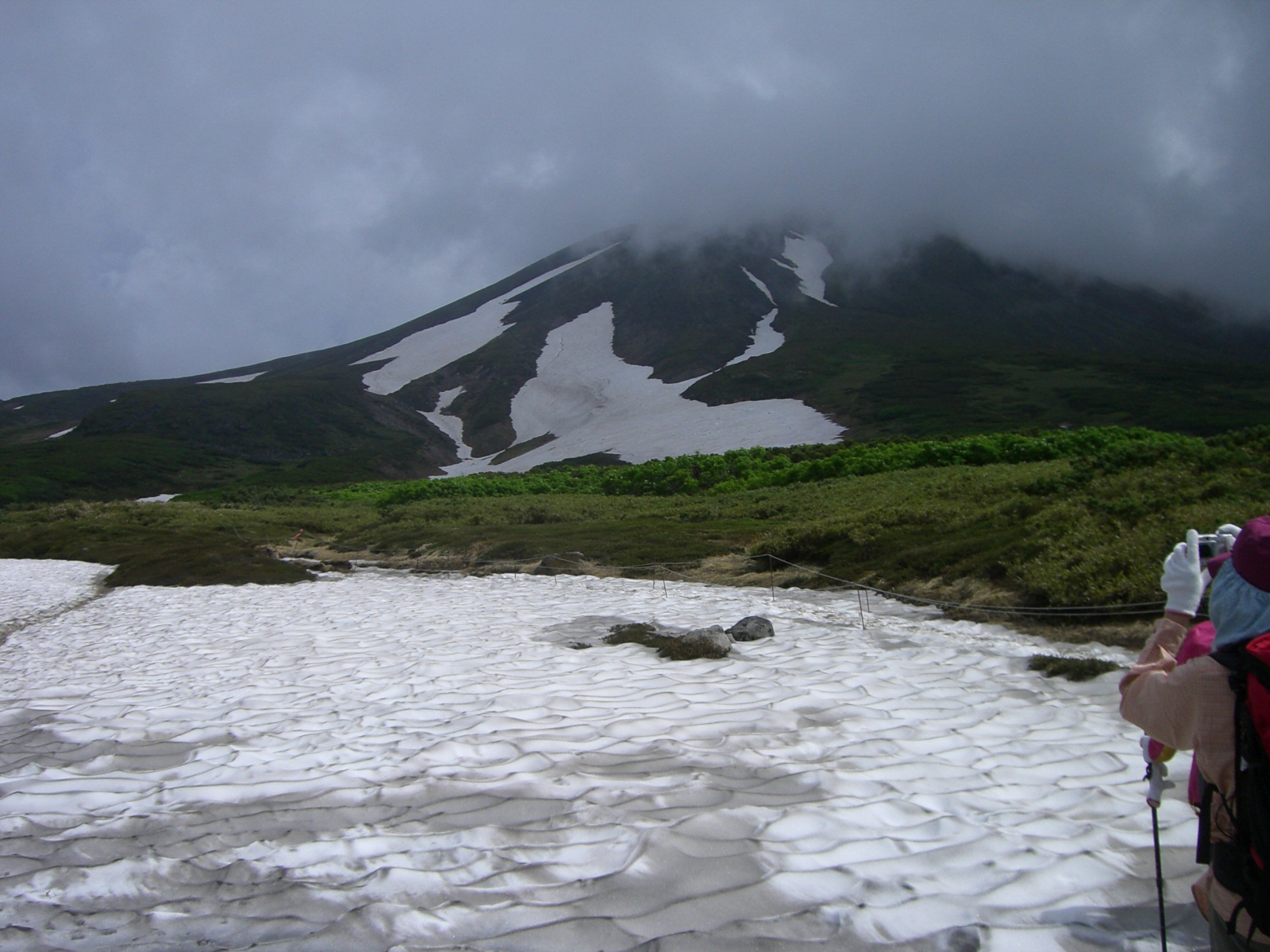
アクセス道から見える白鳥の雪渓（2006年7月）

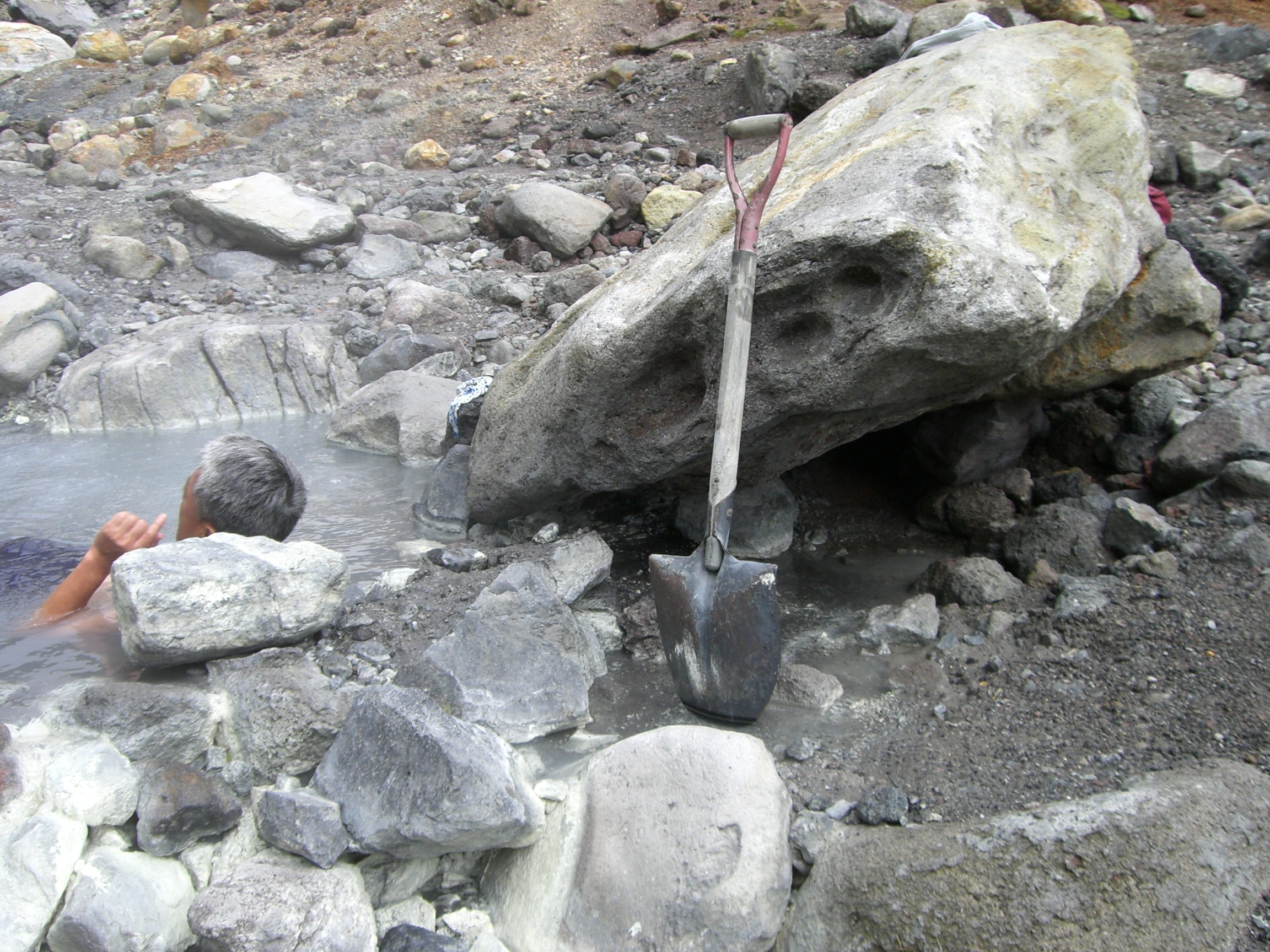
湯船と手入れ用のシャベル

中岳温泉（なかだけおんせん）は、北海道上川郡東川町にある、大雪山旭岳山系、中岳の中腹に湧く野湯。

## 泉質
硫黄臭がする。泉温はかなり高くそのままでは熱すぎて入れないので、付近の雪渓から流れ出ている渓流から、シャベルなどで湯道をつくり、水を引き込んで調節する。

## 温泉地
湯船横の岩を脱衣置き場に利用できる。
誰かが掘った湯船と登山道以外、人間が作ったものは見当たらない野湯である。周辺はハイマツが茂りツガザクラの咲く花畑で、本格的秘湯としてアウトドア派の注目を集めている。ただし時期によっては長湯は禁物である。付近には季節によっては虻が多く発生し、人の気配に集合し裸でいることは無防備である。また、ヒグマの生息地帯でもあるため、熊除けの鈴持参などの対策は欠かせない。

## アクセス
旭川市街からバスで旭岳温泉まで約1時間10分、そこからロープウェイに乗って姿見の池に下車後、徒歩約2時間。このアクセス道は裾合平と呼ばれる高原を、秀麗な旭岳を右手に見ながら、チングルマの咲く花畑の中を歩く。若しくは間宮岳から中岳の途中にある中岳分岐から西へ下るルートを使う。